# Sybille Mertens
 (février 2023).
La mise en forme du texte ne suit pas les recommandations de Wikipédia : il faut le « wikifier ».
Les points d'amélioration suivants sont les cas les plus fréquents. Le détail des points à revoir est peut-être précisé sur la page de discussion.
- Les titres sont pré-formatés par le logiciel. Ils ne sont ni en capitales, ni en gras.
- Le texte ne doit pas être écrit en capitales (les noms de famille non plus), ni en gras, ni en italique, ni en « petit »…
- Le gras n'est utilisé que pour surligner le titre de l'article dans l'introduction, une seule fois.
- L'italique est rarement utilisé : mots en langue étrangère, titres d'œuvres, noms de bateaux, etc.
- Les citations ne sont pas en italique mais en corps de texte normal. Elles sont entourées par des guillemets français : « et ».
- Les listes à puces sont à éviter, des paragraphes rédigés étant largement préférés. Les tableaux sont à réserver à la présentation de données structurées (résultats, etc.).
- Les appels de note de bas de page (petits chiffres en exposant, introduits par l'outil «  Source ») sont à placer entre la fin de phrase et le point final[comme ça].
- Les liens internes (vers d'autres articles de Wikipédia) sont à choisir avec parcimonie. Créez des liens vers des articles approfondissant le sujet. Les termes génériques sans rapport avec le sujet sont à éviter, ainsi que les répétitions de liens vers un même terme.
- Les liens externes sont à placer uniquement dans une section « Liens externes », à la fin de l'article. Ces liens sont à choisir avec parcimonie suivant les règles définies. Si un lien sert de source à l'article, son insertion dans le texte est à faire par les notes de bas de page.
- La présentation des références doit suivre les conventions bibliographiques. Il est recommandé d'utiliser les modèles {{Ouvrage}}, {{Chapitre}}, {{Article}}, {{Lien web}} et/ou {{Bibliographie}}. Le mode d'édition visuel peut mettre en forme automatiquement les références.
- Insérer une infobox (cadre d'informations à droite) n'est pas obligatoire pour parachever la mise en page.

Pour une aide détaillée, merci de consulter Aide:Wikification.
Si vous pensez que ces points ont été résolus, vous pouvez retirer ce bandeau et améliorer la mise en forme d'un autre article.
Sybille Mertens de Wilmars est titulaire de la Chaire Cera en Social Entrepreneurship. Elle est professeure, et enseigne l'économie, le financement de la durabilité, la gestion des projets d'innovation sociale, les modèles d'entreprises sociales et durables à l'HEC Université de Liège. Elle fait actuellement des recherches portant sur la transition du système économique, l'évaluation de l'impact social des entreprises et les business model socialement innovants.

## Biographie
Sybille Mertens est née à Louvain, le 2 février 1969. Elle est docteur en sciences économiques, directrice au Centre d'Economie Sociale. Elle est aussi une spécialiste reconnue de la gestion des entreprises sociales. 
Sybille Mertens a d'abord obtenu un master en économie à l'Université Catholique de Louvain en 1991 puis a fait un doctorat en économie à l'Université de Liège en 2002. Elle est lauréate du prix ARCO pour la recherche scientifique en matière d'économie sociale et non marchande (2002).  

## Recherches et  ouvrages

### Contribution d'ouvrage
- Contribution à l'ouvrage pluridisciplinaire sur l'entrepreneuriat : Entreprendre, dirigé par Frank Janssen[5].
- A participé à la rédaction de la Chaire Cera, vol n°2, août 2007[6].
- Coordinatrice de l'ouvrage La gestion des entreprises sociales[7].

### Articles de revues
(juillet 2025).
- Mertens, S., & Marée, M. (2015). Où se situent les associations? Les enjeux des frontières poreuses. Les Politiques Sociales, 12(1), 17-31.
- Mertens, S., & Marée, M. (2012). La « performance » de l'entreprise sociale : définition et limites d'une évaluation monétaire. Revue internationale PME Économie et gestion de la petite et moyenne entreprise , 25 (3-4), 91-122.
- Mertens, S., & Marée, M. (2015). Où placer les associations ? La question des frontières poreuses. Les Politiques Sociales , 12 (1), 17-31.
- Mertens, S., & Marée, M. (2014). Comment se financent les associations belges francophones?. Revue internationale de l'économie sociale: recma, (332), 93-110.